# Friction dynamique
Cet article concerne le phénomène astrophysique. Pour le frottement dynamique en physique, voir Frottement dynamique.
En astrophysique, la friction dynamique ou friction de Chandrasekhar, parfois appelée traînée gravitationnelle, est une perte de quantité de mouvement et d'énergie cinétique des corps en mouvement due aux interactions gravitationnelles avec la matière environnante dans l'espace. Elle a été discutée pour la première fois en détail par Subrahmanyan Chandrasekhar en 1943  .

## Idée intuitive
Une intuition de cet effet peut être obtenue en pensant à un objet massif se déplaçant à travers un nuage de corps plus petits et plus légers. L'effet de la gravité fait accélérer les corps légers et gagner de la quantité de mouvement et de l'énergie cinétique (voir effet de fronde). Par conservation de l'énergie et de la quantité de mouvement, nous pouvons conclure que le corps le plus massif sera ralenti d'une certaine quantité pour compenser. Puisqu’il y a une perte de quantité de mouvement et d’énergie cinétique pour le corps considéré, l’effet est appelé friction dynamique.
Une autre manière équivalente de considérer ce processus est que lorsqu’un gros objet se déplace à travers un nuage d’objets plus petits, l’effet gravitationnel du plus gros objet attire les plus petits objets vers lui. Il existe alors une concentration d’objets plus petits derrière le corps plus grand (un sillage gravitationnel), car celui-ci a déjà dépassé sa position précédente. Cette concentration de petits objets derrière le plus grand corps exerce une force gravitationnelle collective sur le gros objet, le ralentissant.
Bien entendu, le mécanisme fonctionne de la même manière pour toutes les masses de corps en interaction et pour toutes les vitesses relatives entre elles. Cependant, même si le résultat le plus probable pour un objet se déplaçant à travers un nuage est une perte de quantité de mouvement et d’énergie, comme décrit intuitivement ci-dessus, dans le cas général, il peut s’agir soit d’une perte, soit d’un gain. Lorsque le corps considéré gagne de la quantité de mouvement et de l'énergie, le même mécanisme physique est appelé effet de fronde, ou assistance gravitationnelle. Cette technique est parfois utilisée par les sondes interplanétaires pour obtenir une augmentation de vitesse en passant à proximité d'une planète.

## Formule de friction dynamique de Chandrasekhar
La formule complète de la friction dynamique de Chandrasekhar pour le changement de vitesse de l'objet implique une intégration sur la densité de l'espace des phases du champ de matière et est loin d'être transparente. La formule de friction dynamique de Chandrasekhar se lit comme suit :{\displaystyle {\frac {d\mathbf {v} _{M}}{dt}}=-16\pi ^{2}(\ln \Lambda )G^{2}m(M+m){\frac {1}{v_{M}^{3}}}\int _{0}^{v_{M}}v^{2}f(v)dv\mathbf {v} _{M}}où
- {\displaystyle G} est la constante gravitationnelle
- {\displaystyle M} est la masse considérée
- {\displaystyle m} est la masse de chaque étoile dans la distribution des étoiles
- {\displaystyle {v_{M}}} est la vitesse de l'objet considéré, dans un repère où le centre de gravité du champ de matière est initialement au repos
- {\displaystyle {\mbox{ln}}(\Lambda )} est le "logarithme coulombien"
- {\displaystyle f(v)} est la distribution de la densité numérique des étoiles

Le résultat de l'équation est l'accélération gravitationnelle produite sur l'objet considéré par les étoiles ou les corps célestes, car l'accélération est le rapport entre la vitesse et le temps.

### Distribution de Maxwell
Un cas particulier couramment utilisé est celui où il existe une densité uniforme dans le champ de matière, avec des particules de matière significativement plus légères que la particule majeure considérée, c'est-à-dire {\displaystyle M\gg m} et avec une distribution maxwellienne pour la vitesse des particules de matière, c'est-à-dire{\displaystyle f(v)={\frac {N}{(2\pi \sigma ^{2})^{3/2}}}e^{-{\frac {v^{2}}{2\sigma ^{2}}}}}où {\displaystyle N} est le nombre total d'étoiles et {\displaystyle \sigma } est la dispersion. Dans ce cas, la formule de la friction dynamique est la suivante :{\displaystyle {\frac {d\mathbf {v} _{M}}{dt}}=-{\frac {4\pi \ln(\Lambda )G^{2}\rho M}{v_{M}^{3}}}\left[\mathrm {erf} (X)-{\frac {2X}{\sqrt {\pi }}}e^{-X^{2}}\right]\mathbf {v} _{M}}où
- {\displaystyle X=v_{M}/({\sqrt {2}}\sigma )} est le rapport de la vitesse de l'objet considéré à la vitesse modale de la distribution maxwellienne.
- {\displaystyle \mathrm {erf} (X)} est la fonction d'erreur.
- {\displaystyle \rho =mN} est la densité du champ de matière.

En général, une équation simplifiée pour la force de friction dynamique a la forme{\displaystyle F_{\text{dyn}}\approx C{\frac {G^{2}M^{2}\rho }{v_{M}^{2}}}}où le facteur numérique sans dimension {\displaystyle C} dépend de la façon dont {\displaystyle v_{M}} se compare à la dispersion des vitesses de la matière environnante. Notons cependant que cette expression simplifiée diverge lorsque {\displaystyle v_{M}\to 0} ; il faut donc faire preuve de prudence lors de son utilisation.

## Densité du milieu environnant
Plus la densité du milieu environnant est grande, plus la force de friction dynamique est forte. De même, la force est proportionnelle au carré de la masse de l’objet. L'un de ces termes fait référence à la force gravitationnelle entre l'objet et le sillage. Le deuxième terme est que plus l’objet est massif, plus il y aura de matière entraînée dans son sillage. La force est également proportionnelle à l'inverse du carré de la vitesse. Cela signifie que le taux fractionnaire de perte d’énergie diminue rapidement à des vitesses élevées. La friction dynamique n’a donc pas d’importance pour les objets qui se déplacent de manière relativiste, comme les photons. Cela peut être rationalisé en réalisant que plus l’objet se déplace rapidement dans les milieux, moins il y a de temps pour qu’un sillage se forme derrière lui.

## Applications
La friction dynamique est particulièrement importante dans la formation des systèmes planétaires et dans les interactions entre galaxies.

### Protoplanètes
Lors de la formation d'un système planétaire, la friction dynamique entre une protoplanète et le disque protoplanétaire provoque le transfert d'énergie de la protoplanète au disque. Cela entraîne la migration vers l’intérieur de la protoplanète.

### Galaxies
Lorsque des galaxies interagissent par collisions, la friction dynamique entre les étoiles fait "couler" la matière vers le centre de la galaxie et rend l'orbite des étoiles aléatoire. Ce processus est appelé relaxation violente et peut transformer deux galaxies spirales en une galaxie elliptique plus grande.

### Amas de galaxies
L'effet de la friction dynamique explique pourquoi la galaxie la plus brillante (la plus massive) a tendance à se trouver près du centre d'un amas de galaxies. L'effet des collisions de deux corps ralentit la galaxie, et l'effet de traînée est d'autant plus important que la masse de la galaxie est grande. Lorsque la galaxie perd de l'énergie cinétique, elle se déplace vers le centre de l'amas. Cependant, la dispersion des vitesses observée des galaxies au sein d'un amas de galaxies ne dépend pas de la masse des galaxies. L'explication est qu'un amas de galaxies se détend par une relaxation violente, ce qui fixe la dispersion des vitesses à une valeur indépendante de la masse de la galaxie.

### Amas stellaire
L'effet de la friction dynamique explique pourquoi les étoiles les plus massives des amas stellaires ont tendance à se trouver près du centre de l'amas stellaire. Cette concentration d'étoiles plus massives dans le cœur de l'amas a tendance à favoriser les collisions entre étoiles, ce qui peut déclencher le mécanisme de collision incontrôlable pour former des trous noirs de masse intermédiaire[réf. nécessaire]. Les amas globulaires en orbite à travers le champ stellaire d'une galaxie subissent une friction dynamique. Cette force de traînée fait perdre de l’énergie à l’amas et l'entraîne vers le centre galactique.

### Photons
Fritz Zwicky a proposé en 1929 qu'un effet de traînée gravitationnelle sur les photons pourrait être utilisé pour expliquer le décalage vers le rouge cosmologique comme une forme de lumière fatiguée. Cependant, son analyse comportait une erreur mathématique et son approximation de l'ampleur de l'effet aurait dû en réalité être nulle, comme le souligna la même année Arthur Stanley Eddington. Zwicky a immédiatement reconnu la correction, bien qu'il ait continué à espérer qu'un traitement complet serait en mesure d'en montrer l'effet.
On sait maintenant que l'effet de la friction dynamique sur les photons ou autres particules se déplaçant à des vitesses relativistes est négligeable, puisque l'ampleur de la traînée est inversement proportionnelle au carré de la vitesse. Le décalage vers le rouge cosmologique est aujourd'hui considéré comme une conséquence de l'expansion de l'univers.